# Andréa Hedin
Andréa Marieanna Arlene Hedin, född Ström 28 september 1990 i Engelbrekts församling i Stockholm, är en svensk politiker (moderat). Hon är oppositionsborgarråd i Stockholm stad sedan oktober 2022 med ansvar för skolpolitik och ledamot i kommunstyrelsen.

## Biografi
Andréa Hedin är född och uppvuxen i Stockholm. Hon läste naturvetenskapligt program och tog studenten 2009. Hon har en utbildning i statsvetenskap, inriktning offentlig politik och organisation från Stockholms universitet.
Sin första heltidsanställning tog Andréa Hedin hos Statsrådsberedningen på Regeringskansliet som brevsvarare 2012. Sedan 2014 och fram till 2022 har hon varit anställd hos Tyresö kommun, mellan 2020 och 2022 ledde Andréa Hedin Samhällsmiljö- och infrastrukturavdelningen.
Under mandatperioden 2019–2022 var Andréa Hedin ordförande i Östermalms stadsdelsnämnd.

## Övriga uppdrag
Andréa Hedin sitter 2023 som andre vice ordförande i förbundsstyrelsen för Moderaterna i Stockholms stad.